# حسینیه کربلایی عزت
حسینیه کربلایی عزت مربوط به دوره قاجاریه است که در شهر بندرلنگه، استان هرمزگان قرار دارد. این اثر در تاریخ ۱۷ خرداد ۱۳۸۵ با شمارهٔ ثبت ۱۵۴۰۱ به‌عنوان یکی از آثار ملی ایران به ثبت رسیده‌است.